# Alexandre Axenfeld

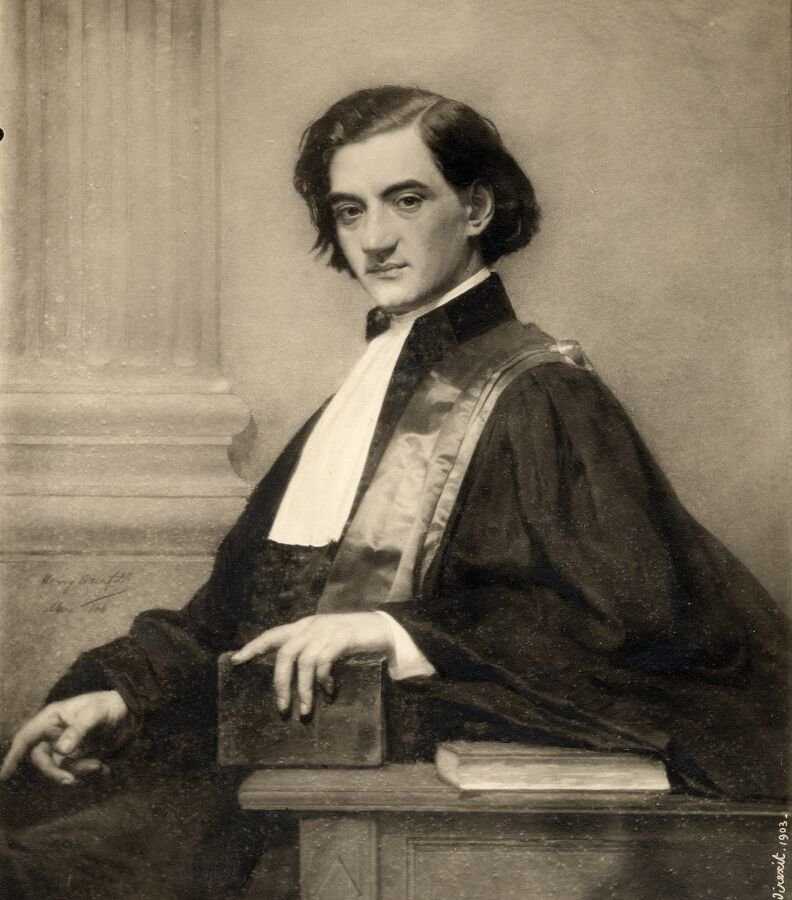
Alexandre Axenfeld (um 1850); porträtiert von seinem Bruder

Alexandre Axenfeld, auch Auguste Axenfeld (* 13. Oktoberjul. / 25. Oktober 1825greg. in Odessa; † 25. August 1876 in Paris) war ein russisch-französischer Arzt.

## Leben
Alexandre Axenfeld war der Sohn des jiddischen Schriftstellers Israel Aksenfeld. Nach dem Schulabschluss in Odessa ging er nach Paris, um Medizin zu studieren. Seinen Doktortitel in Medizin erhielt er an der Sorbonne mit einer Arbeit zu Komplikationen des Luftröhrenschnitt bei an Diphtherie erkrankten Kindern. Während der Choleraseuchen von 1849 und 1854 in Paris wurde sein Einsatz mit zwei Medaillen belohnt. Nachdem er französischer Staatsbürger geworden war, wurde er des Weiteren mit der Goldmedaille der Sozialeinrichtung der Pariser Krankenhäuser Assistance Publique ausgezeichnet.
Axenfeld wurde Facharzt für Nervenkrankheiten, Professor an der Sorbonne im Fachbereich Medizin und Chefarzt im Hôpital Baujon. Er pflegte im Februar 1872 Adèle Hugo. Gustave Flaubert kannte ihn und zitierte ihn in einem Brief an Philippe Leparfait: „Weißt du, dass ein Kind von Osmoy sehr krank ist? Das schrieb er mir gestern in Croisset, indem er beifügte, dass er Axenfeld nach Évreux kommen ließ“.
Sein Bruder Henri Axenfeld war Maler.
Axenfeld legte seine berufliche Tätigkeit im Jahr 1871 infolge einer ernsthaften Hirnerkrankung nieder, der er am 25. August 1876 im Alter von 50 Jahren in Paris erlag.

## Schriften
- Des principaux accidents que l’on observe après la trachéotomie, chez les enfants atteints de croup. Paris 1853 (Dissertation).
- Des influences nosocomiales. Malteste, Paris 1857 (archive.org).
- Des lésions atrophiques de la moelle épinière. In: Archives générales de médecine. 1863, 6. Serie, Bd. II, S. 210 ff. u. 455 ff.
- Jean de Wier et les Sorciers. Baillère, Paris 1866.
- mit Jules Béclard: Rapport sur les Progrès de la Médecine en France. Imprimerie impériale, Paris 1867.
- Traité des névroses. 2. Auflage, hrsg. von Henri Huchard. Baillère, Paris 1883 (Digitalisat auf Gallica).